# Портмадог
Портмадог (англ. Porthmadog) — одне з найбільших міст Сноудонії, розташоване на гирлі річки Афон Гласлін, яка впадає в затоку Тремадог.

## Історичні факти
Перша згадка про місто датується 1810 роком після того, як Вільям Медокс побудував морську стіну (Коб) і рекультивував 7000 акрів Великого пляжу.
Хоча земля спочатку була рекультивована для сільськогосподарського використання, це насправді означало, що річку Афон Гласлін було відведено для створення нової природної гавані, достатньо глибокої для невеликих вітрильних кораблів. Ці кораблі почали з'являтися в порту приблизно в 1825 році. Водночас виникла назва «Port Madoc» та була відкрита залізниця Ффестиніог.
В 1863 році на лінії Ффестиніог були представлені перші вантажні паровози. 
До 1873 року понад тисячу кораблів, що перевозили близько 116 000 тонн шиферу, покинули Портмадог, деякі з них були шхунами, побудованими місцевими суднобудівниками.
Активний розвиток промисловості в місті сприяв приросту населення з 885 до понад 3000 жителів станом на 1861 рік.
Портмадог сильно постраждав після відкриття залізниці Аберіствіт та Уельського узбережжя в 1867 році, а імпорт шиферу було припинено в 1910-х роках.

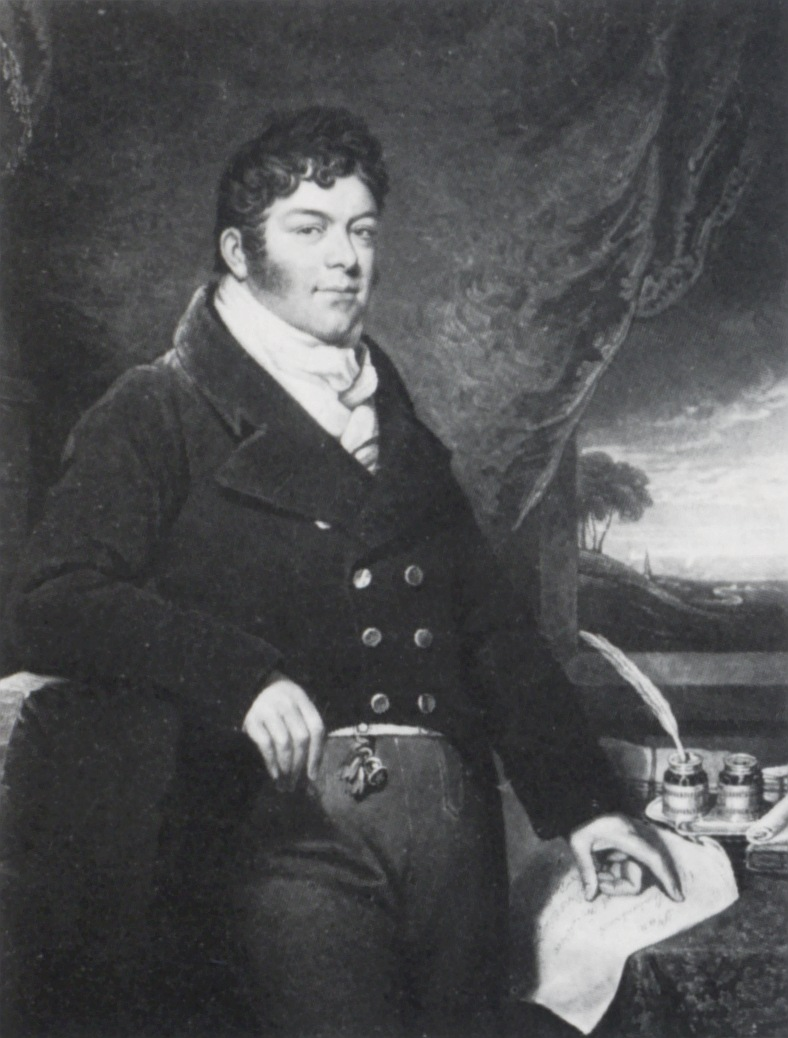
Вільям Олександр Медокс — засновник міста.

## Клімат
Портмадог, розташований на висоті нуля футів над рівнем моря, має морське західне узбережжя з теплим літнім кліматом. Річна температура в місті становить 9,34ºC (48,81ºF), що на -1,41 % нижче за середні показники Сполученого Королівства. В Портмадозі зазвичай випадає близько 52,49 міліметра (2,07 дюйма) опадів і є 60,81 дощових днів (16,66 % часу) на рік.

## Економіка
Портмадог тривалий час був експортером шиферу. Валлійський сланець також мав великий попит як будівельний матеріал в англійських промислових містах і транспортувався до нового порту кінними трамваями.
Станом на 1873 рік 116 000 тонн шиферу було експортовано з Портмадога та розвивалася інша торгівля. Однак Перша світова війна ознаменувала кінець експорту з міста. Припинилося кораблебудування, а існуючі судна потопили вороги.
В 19 столітті у місті було три чавуноливарні. В 1848 році було відкрито Ливарний завод «Гласлін», а в 1869 році — завод «Юніон Айрон Воркс». У місті також існувало виробництво дренажів і люків для доріг Карнарфонширу.
В 1925 році менш як п'ять відсотків сланцю, видобутого Ffestiniog, відправлялося морем. Останній вантаж шиферу, доставленого залізницею, вирушив морем з Портмадога в 1946 році, а уже через два місяці залізниця припинила будь-які комерційні операції.

## Освіта, культура, транспорт
У місті є три початкові школи. Також існує відділення для дітей з особливими освітніми потребами. Більша частина населення розмовляє валлійською мовою.
У місті працює Морський музей, приміщення якого знаходиться на пристані Оклі на місці старого шиферного сараю.
Місто має власну Залізничну станцію «Porthmadog Harbour», яка є південною кінцевою станцією відновленої Валлійської високогірної залізниці. Станція обслуговується транспортом Вельсу для міст Шрусбері, Вулвергемптона та Бірмінгема. На південному боці Стрід-Фаура вона стала кінцевою станцією залізниці Ффестініог з моменту початку пасажирських перевезень у 1865 році.
З 2011 року ця станція є кінцевою станцією відбудованої Валлійської високогірної залізниці від міста Карнарвон.

## Відомі особистості
- Родрі Генрі Хьюз-валлійський актор театру, кіно та телебачення, народився 1891 року в місті Портмадог.